# مکا رباتیک
مکا رباتیک (به انگلیسی: Meka Robotics) یک شرکت مستقر در سانفرانسیسکو بود که سیستم‌های رباتیک تولید می‌کرد.

## تاریخچه
این آزمایشگاه که در سال ۲۰۰۶ توسط آرون ادسینگر و جف وبر تأسیس شد، در اصل یک واحد از آزمایشگاه علوم کامپیوتر و هوش مصنوعی MIT قبل از نقل مکان بنیانگذاران به سانفرانسیسکو بود.
در سال ۲۰۰۷، این شرکت برای ربات جدید آزمایشگاه رسانه ام‌آی‌تی، نکسی، (Nexi) ساعد و دست تهیه کرد.
در سال ۲۰۰۸، این شرکت با آزمایشگاه ماشین‌های هوشمند اجتماعی در مؤسسه فناوری جورجیا همکاری کرد تا سیمون (Simon)، یک پلت فرم بالاتنه انسان‌نمای را برای تعامل با ربات‌های انسانی توسعه دهد.
در سال ۲۰۱۲، این شرکت با گروه رباتیک انسان محور در دانشگاه تگزاس در آستین برای توسعه HUME، یک «ربات دوپا با چابکی بیشتر از انسان» همکاری کرد.
در سال ۲۰۱۲، این شرکت وارد یک سرمایه‌گذاری مشترک با گاراژ ویلو و اس‌آرآی اینترنشنال شد تا رباتیک ردوود، یک شرکت متخصص در بازوهای رباتیک را تأسیس کند.
گوگل ایکسدر ۵ دسامبر ۲۰۱۳، Google X شرکت مکا رباتز را خریداری کرد.

## محصولات
- دستکاری موبایل M1[۱۱][۱۲][۱۳]
- سر انسان نمای S2[۱۴][۱۵][۱۶][۱۷][۱۸]